# 大祚榮 (テレビドラマ)
『大祚榮』（テジョヨン、韓国語：대조영）は2006年9月16日から2007年12月23日まで韓国のKBSで放送されていたテレビドラマ。全134話。

## 概要
高句麗滅亡後、渤海を建国する大祚榮の一代記を描いている。大祚榮が取り上げられた背景として、渤海を自民族史の一部と捉え、中国と激しく対立する韓国の民族主義がある。
日本ではスカイパーフェクTV!内のKBSワールド、BS日テレ、サンテレビ等での放送を経て、BSジャパンでも放送された。

## 登場人物

### 主要人物
- テ・ジョヨン（大祚栄）：チェ・スジョン / 少年期：パク・コンテ

高句麗の武将。渤海の初代皇帝。
唐と高句麗が安市城を巡って争っている最中、テ・ジュンサンとタルギの子として誕生する。彼が生まれた日、流星が落ちた。" 流星が落ちた日に生まれた子は帝王の運気を持つ " という伝説を信じたヨン・ゲソムンの命により家族と引き離され、自らの素性を知らぬまま、奴婢ケドンとして育つ。独学で武術を身につけている。崇武大宴にて暗殺されそうになっていたヨン・ゲソムンを助け、自らが大怪我を負う。母タルギと会い、自分の素性を知ったあとはヨン・ゲソムンの計らいによって自由の身となり、高句麗の武将として立ち上がる。高句麗滅亡後は知恵と度胸、懐の広さで仲間をまとめ、高句麗復興に全力を注ぎ、その方法を探る。チョリンに好意を抱き、想いが通じ合うが、唐の策略によって引き裂かれてしまう。その後、意識不明の重大になり、目覚めても体が動かなくなってしまった自分を健気に看病し、励ましてくれるスギョンに惹かれていく。鬼斧山の人間狩りから生還後、ポジャン王の勧めでスギョンと婚姻を結ぶ。コムの実父だが、そのことを知らない。
- スギョン：ホン・スヒョン

ポジャン王の姪。テ・ジョヨンの正室。

### 東明天帝団 / 渤海
- コルサ・ビウ：チェ・チョロ

高句麗の武将。靺鞨族出身。
当初は遼東一の剣の使い手としてヤン・マンチュンに仕えていた。テ・ジョヨン、フクスドルと義兄弟になり、テ・ジョヨンの覇業を助ける。普段は無口で冷静沈着だが、唐に無理やり連れ戻されたチョリンを周りからの反対を無視して1人で連れ戻しに向かったり、テ・ジョヨン、フクスドル、マパを助けに行くために鬼斧山の奴隷収容場に潜入したりなど、大胆な一面もある。クムナンに「女としてみるな」と言われてから興味を持つようになる。クムナンに想いを寄せる。コムの素性を誰よりも早く知ってしまったがために、人知れず悩むことになる。
- フクスドル：キム・ハクチョル

高句麗の武将。義兄弟の末っ子。
幼い頃に親兄弟を失い、武士となる。当初はヨン・ナムセンの部下だった。テ・ジョヨン、コルサ・ビウと義兄弟になり、テ・ジョヨンの覇業を助ける。勇猛だが、食いしん坊で頭の回転は鈍く、コルサ・ビウらに呆れられることもしばしば。オホンに一目惚れし、熱烈な猛アタックの末に結婚する。生涯、手を握った女人は母親とオホンだけだという。
- テ・ジュンサン：イム・ヒョク

テ・ジョヨンの父。ヤン・マンチュンの副将。高句麗の将軍。
ヨン・ゲソムンから妻子は死んだと聞かされる。
- ミモサ：キム・ジョンヒョン

百済城の村長の孫。チュイソン楼の主人。
物語の序盤、テ・ジョヨンたちの船の強奪に協力する。しかし、この協力により祖父や故郷である百済城を失うことになる。当初はテ・ジョヨンに恨みを持ちながらも、百済復興のためにテ・ジョヨンに再び協力することを選ぶ。
祖父が百済王宮の祭司だったため、" 気 " を操る不思議な能力を持っており、テ・ジョヨンが意識不明の重体に陥った際には全精力を尽くして意識を呼び戻した。東明天帝団結成時に営んでいたチュイソン楼を本拠地とし、テ・ジョヨンたちと共に活動を開始する。何度も唐に素性を疑われるが、持ち前の知恵でその危機を回避する。東明天帝団壊滅後はテ・ジョヨンの軍師となり、建国を成し遂げるべく奮闘する。クムナンを妹のように大切にしている。
- クムナン：シム・ウンジン

女戦士。チュイソン楼の妓生（キーセン）。
当初は口が聞けないふりをしていた。自分のことを " 女 " だと思われることに嫌悪感を示しており、戦闘時には顔に墨を塗っていることが多い。自分に興味を持ち、歩み寄ってくるコルサ・ビウに戸惑いながらも、次第に惹かれていく。幼少期に生き埋めにされそうになっていた自分を助けてくれたミモサを誰よりも信頼し、尊敬している。
- ケピルサムン：ユン・ヨンヒョン

突厥族の一部族長。
イ・ムンに親兄弟を殺され、馬都（マド）山で山賊になる。" 馬都山の狼 " と恐れられるほどの勇猛な男。唐に押送されるポジャン王を助けるため、テ・ジョヨンたちに協力を求められ、協力することになる。しかし、これによって大きな痛手を負う。その後、則天武后の献上品を奪い、唐からの脱出を企てていたテ・ジョヨンたちに再び協力し、討伐隊のイ・ムンと戦うが、壊滅状態になってしまう。テ・ジョヨンを探しに営州に行き、契丹族に捕らわれてしまうが、テ・ジョヨンの頼みで釈放され、仲間になる。
- トゥンソ：パン・ヒョンジュ

突厥族の武将。ケピルサムンの副将。

### 高句麗
- ポジャン王（宝蔵王）：キル・ヨンウ

高句麗の最後の王。スギョンの叔父。
- ヨン・ゲソムン（淵蓋蘇文）：キム・ジンテ

高句麗の大莫離支。平壌地域の大将軍。
テ・ジュンサンにテ・ジョヨンは死んだと偽って引き取り、奴婢ケドンとして育てる。
- ヤン・マンチュン（楊萬春）：イム・ドンジン

遼東地域の総司令官。安市城の城主。テ・ジュンサンの上官。ヨン・ゲソムンと並び称せられる高句麗の名将。
イ・セミンの攻撃を撃退したのみならず、弓で左目を負傷させた。テ・ジョヨンの名づけ親で、テ・ジュンサン一家（テ・ジョヨン）を守るために全力を注いだ。高句麗滅亡の直前にサ・ブグに暗殺される。
- プ・ギウォン（扶奇遠）：キム・ハギュン
- サ・ブグ（師夫仇）：チョン・ホグン
- ヨン・ナムセン（淵男生）：イム・ホ

ヨン・ゲソムンの長男。
- ヨン・ナムゴン（淵男建）：アン・ホンジン

ヨン・ゲソムンの次男。ヨン・ナムセンの異母弟。
- コム・モジャム（剣牟岑）：キム・ミョンス

高句麗の武官。平壌の大学で武芸を教える剣術教官。
物語の序盤、ヨン・ナムセンに追い詰められていたテ・ジョヨンを助ける。高句麗滅亡後は中募山で復興運動を行い、王族であるコ・アンスンを王に担ぎ、高句麗再興に力を注ぐ。
- コ・アンスン（安勝）：カン・ジフ

ポジャン王の甥。
新羅に亡命してたが、コム・モジャムに担ぎ出され、漢城で高句麗国再興を宣布し、王になる。

### 唐
- イ・セミン（李世民）：ソン・ヨンテ

唐の第2代皇帝（太宗）。イ・チの父。
100万の大軍で安市城と平壌城を攻めるが、いずれも撃退される。ヨン・ゲソムンに脅されている夢を見て飛び上がるなど、臆病な一面がある。安市城では土山による攻撃も失敗し、示威行進をしてみせるが、ヤン・マンチュンに弓で輿を攻撃され、左目を負傷させられる。その後、ヨン・ゲソムンとヤン・マンチュンに追い詰められ、唐本国へと逃げ帰る。
- イ・チ（李治）：ハン・ボムヒ

唐の第3代皇帝（高宗）。イ・セミンの息子。則天武后の夫。
唐の最大版図を築き上げる。病弱であったため、皇后の則天武后が代理で政治を行っていた。
- 則天武后：ヤン・グムソク

高宗の正室。
権力欲・支配欲が強く、貪欲で強権的。高宗の死後、自ら即位して女帝となる。自分の支配を磐石なものとするために、自らを神の生まれ変わりと喧伝し各地に神宮（神社）を造らせる。また文武百官を次々粛清して恐怖政治を敷き、華麗壮大な宮殿を造営するなど、苛斂誅求を行う。自分に屈服しないテ・ジョヨンを目の敵にして何度も滅ぼそうとするが、その度に失敗する。また、常に陣頭に立って危険を顧みないテ・ジョヨンと違い、自身は安全な後方・宮殿にいて部下の将兵に戦わせるのみである。自身の神格化・粛清・恐怖政治・苛斂誅求などは比較的史実に忠実である。
- イ・ドジョン（李道宗）：チョン・ジェゴン

江夏王。イ・セミンの甥。
イ・セミンの高句麗討伐（唐の高句麗出兵）に従軍する。遼東城を攻撃するも失敗してしまう。その後、安市城の戦いで高句麗軍の計略にはまり、退却しているところを高句麗軍に襲われる。その際、ソル・イングィの奮闘により助けられる。その後、高句麗のヨン・ゲソムン軍に敗れ、戦死する。
- イ・ジョク（李勣）：ソン・ドンヒョク

唐の大将軍。イ・ムンの叔父。
- イ・ムン（李炆）：ナム・ソンジン

漢族。イ・ジョクの甥。
非常に高圧的で、当初は契丹族出身のソル・イングィを侮蔑していた。しかし、ソル・イングィの度胸と知略に触れていくうちに感服し、ソル・イングィの忠臣となる。
- フクチ・サンジ（黒歯常之）：チェ・サンフン

百済出身の名将。
吐蕃征伐に功績を上げ、則天武后に重用される。ミモサの祖父と面識があり、ミモサによりテ・ジョヨン救出の助力を頼まれる。テ・ジョヨンの処刑に反対したり、鬼斧山から戻ってきたテ・ジョヨンに長安城の北門警備の職を推薦した。その際にテ・ジョヨンが連れてきた部下を、そのままテ・ジョヨンのもとに就かせるなど、テ・ジョヨンらに助力した。689年、無実の罪により、則天武后によって処刑されてしまう。
- ソル・イングィ（薛仁貴）：イ・ドクファ

契丹族出身の名将。
彼を将軍に取り立てたイ・セミンとは、主君と臣下の枠を越えた友情関係にある。

### 契丹
- イ・ジンチュン（李盡忠）：キム・ドンヒョン

契丹族の可汗。契丹国の初代皇帝。チョリンの父。
- チョリン：パク・イェジン

契丹族の女武将。イ・ジンチュンの娘。イ・ヘゴの妻。コムの母。
物語の序盤、テ・ジュンサンのいる高麗城に向かう途中であったテ・ジョヨンから母タルギの形見である翡翠の首飾りを奪い、奴婢として契丹族の拠点へと連れて帰るが、脱獄したテ・ジョヨンに人質として連れ去られしまう。その際に敵であるのにもかかわらず、毒蛇に噛まれた自分を命懸けで助けてくれたテ・ジョヨンに好意を抱く。その後も敵や味方という立場から何度もテ・ジョヨンを窮地から救う。
- イ・ヘゴ（李楷固）：チョン・ボソク

契丹族の武将。チョリンの夫。コムの育ての父。テ・ジョヨンのライバル。
もとは高句麗の武将の息子だったが、とある事情により契丹族に引き取られ、育てられる。幼い頃からチョリンに想いを寄せている。テ・ジョヨンと覇権を巡って幾度も対立する。チョリンとコムのことを誰より思い、大切にしている。終盤でソル・イングィに忠誠を誓う前提として、自らの左眼を筆の柄で突き刺し隻眼となる。
- コム：チョン・テウ

契丹族の武将。チョリンの息子。契丹国の皇孫。
テ・ジョヨンとチョリンとの間に生まれるも、とある事情により、イ・ヘゴとチョリンの息子として育てられる。その度胸と勇猛さで、領民及び他部族からの信任が厚い。幼少期には、文学より剣術を習いたいと駄々をこね、剣を振る真似をしたりなど、度々チョリンたちを困らせていた。営州が唐に攻め入られ、追われていた際にチョリンや部下たちと共にテ・ジョヨンから命を救われる。テ・ジョヨンを武将として心から尊敬し、テ・ジョヨンを助け、唐との戦いで数々の戦功を立てている。契丹国の初代皇帝のイ・ジンチュンの願いであるテ・ジョヨンとの同盟維持を成し遂げようと奮闘していた。テ・ジョヨンが行っていた高句麗の流民の世話を手伝ったり、異母弟であるタンの晩酌に付き合ったりなど、面倒見がいい一面もある。渤海の太子有力候補となるが、国の分裂を恐れ、自ら旅に出る。
- メチョン：イ・グァンフン

契丹族の武将。コムの側近。
最終話（134話）で旅に出たコムに同行している。
- ソン・マニョン（孫萬榮）：チョ・インピョ

契丹族の武将。契丹国の第2代皇帝。イ・ジンチュンの義弟。
コムの実父がテ・ジョヨンだということを知ってしまい、このままでは契丹国は高句麗人に支配されてしまうと考え、イ・ジンチュンを殺し、自分が皇帝になるという陰謀を企てるが、チョリンとテ・ジュンサンに阻止される。その後、イ・ジンチュンの遺言により王位を継ぐ。

### 突厥
- ムクチョル（黙啜）：カン・ジェイク

突厥族の可汗。
鬼斧山の捕虜収容所にいた際にあとから送られてきたテ・ジョヨンらと出会う。当初はテ・ジョヨンらを殺そうと考えていたが、次第にテ・ジョヨンの考え方に理解を示し始める。鬼斧山の人間狩りではテ・ジョヨンらと共にイ・ムンの軍と戦い、勝利を収める。その後、テ・ジョヨンが長安城の北門警備に配置され、しばらくはこれに従事するが、兄が部族の再結集を行っていることを知ると、テ・ジョヨンと再会を約束し、兄のもとへ帰る。695年、ムクチョルは可汗になっており、突厥族の勢力を回復させ、唐を脅かすほどの勢力へと成長していた。

## その他
- 当初は全100話の予定であったが、好評のため延長されて全134話となった。

## 受賞歴
2006年
KBS演技大賞
優秀演技賞：キム・ジンテ
2007年
KBS演技大賞
大賞：チェ･スジョン
ネチズン賞：チェ・スジョン
最優秀演技賞：イ・ドクファ
助演賞：イム・ヒョク
人気賞：チョン・ボソク
作家賞：チャン・ヨンチョル
大韓民国 国会大衆文化＆メディア大賞
放送部門賞
2008年
第35回韓国放送大賞
長編ドラマ賞
美術部門賞
音響効果部門賞
タレント賞：チェ・スジョン

## スタッフ
- 監督：キム・ジョンソン、ユン・ソンシク
- 演出：キム・ジョンソン
- 脚本：チャン・ヨンチョル

## 韓国での放送
KBS第1テレビにおいて、2006年9月16日から2007年12月23日までの土曜・日曜の午後9時40分から全134話が放送された。

### 視聴率
| 放送日     | 話数       | 全国   |
| ---------- | ---------- | ------ |
| 2006-09-16 | 1          | 11.9%  |
| 2006-09-17 | 2          | 16.6%  |
| 2006-09-23 | 3          | 13.4%  |
| 2006-09-24 | 4          | 16.2%  |
| 2006-09-30 | 5          | 16.4%  |
| 2006-10-01 | 6          | 17.6%  |
| 2006-10-07 | 7          | 14.4%  |
| 2006-10-08 | 8          | 21.6%  |
| 2006-10-14 | 9          | 19.9%  |
| 2006-10-15 | 10         | 23.4%  |
| 2006-10-21 | 11         | 20.7%  |
| 2006-10-22 | 12         | 22.6%  |
| 2006-10-28 | 13         | 22.1%  |
| 2006-10-29 | 14         | 23.9%  |
| 2006-11-04 | 15         | 21.2%  |
| 2006-11-05 | 16         | 23.3%  |
| 2006-11-11 | 17         | 19.6%  |
| 2006-11-12 | 18         | 24.1%  |
| 2006-11-18 | 19         | 20.7%  |
| 2006-11-19 | 20         | 26.1%  |
| 2006-11-25 | 21         | 19.1%  |
| 2006-11-26 | 22         | 23.9%  |
| 2006-12-02 | 23         | 21.5%  |
| 2006-12-03 | 24         | 23.6%  |
| 2006-12-09 | 25         | 18.9%  |
| 2006-12-10 | 26         | 23.5%  |
| 2006-12-16 | 27         | 19.5%  |
| 2006-12-17 | 28         | 22.3%  |
| 2006-12-23 | 29         | 18.4%  |
| 2006-12-24 | 30         | 18.8%  |
| 2006-12-30 | 31         | 19.8%  |
| 2006-12-31 | 32         | 17.4%  |
| 2007-01-06 | 33         | 21.7%  |
| 2007-01-07 | 34         | 23.0%  |
| 2007-01-13 | 35         | 15.2%  |
| 2007-01-14 | 36         | 20.5%  |
| 2007-01-20 | 37         | 20.7%  |
| 2007-01-21 | 38         | 20.0%  |
| 2007-01-27 | 39         | 18.9%  |
| 2007-01-28 | 40         | 20.2%  |
| 2007-02-03 | 41         | 20.3%  |
| 2007-02-04 | 42         | 20.9%  |
| 2007-02-10 | 43         | 19.6%  |
| 2007-02-11 | 44         | 21.6%  |
| 2007-02-17 | 45         | 15.5%  |
| 2007-02-18 | 46         | 15.6%  |
| 2007-02-24 | 47         | 20.7%  |
| 2007-02-25 | 48         | 21.7%  |
| 2007-03-03 | 49         | 19.0%  |
| 2007-03-04 | 50         | 22.1%  |
| 2007-03-10 | 51         | 19.8%  |
| 2007-03-11 | 52         | 22.6%  |
| 2007-03-17 | 53         | 21.7%  |
| 2007-03-18 | 54         | 26.0%  |
| 2007-03-24 | 55         | 20.1%  |
| 2007-03-25 | 56         | 29.4%  |
| 2007-03-31 | 57         | 26.9%  |
| 2007-04-01 | 58         | 28.5%  |
| 2007-04-07 | 59         | 23.1%  |
| 2007-04-08 | 60         | 27.0%  |
| 2007-04-14 | 61         | 22.5%  |
| 2007-04-15 | 62         | 25.9%  |
| 2007-04-21 | 63         | 22.6%  |
| 2007-04-22 | 64         | 26.5%  |
| 2007-04-28 | 65         | 22.4%  |
| 2007-04-29 | 66         | 25.7%  |
| 2007-05-05 | 67         | 22.1%  |
| 2007-05-06 | 68         | 26.9%  |
| 2007-05-12 | 69         | 24.0%  |
| 2007-05-13 | 70         | 28.4%  |
| 2007-05-19 | 71         | 22.0%  |
| 2007-05-20 | 72         | 25.1%  |
| 2007-05-26 | 73         | 24.3%  |
| 2007-05-27 | 74         | 29.2%  |
| 2007-06-02 | 75         | 23.6%  |
| 2007-06-03 | 76         | 28.0%  |
| 2007-06-09 | 77         | 25.5%  |
| 2007-06-10 | 78         | 28.3%  |
| 2007-06-16 | 79         | 23.0%  |
| 2007-06-17 | 80         | 30.1%  |
| 2007-06-23 | 81         | 25.7%  |
| 2007-06-24 | 82         | 30.1%  |
| 2007-06-30 | 83         | 25.1%  |
| 2007-07-01 | 84         | 29.5%  |
| 2007-07-07 | 85         | 26.6%  |
| 2007-07-08 | 86         | 30.0%  |
| 2007-07-14 | 87         | 28.6%  |
| 2007-07-15 | 88         | 24.5%  |
| 2007-07-21 | 89         | 28.6%  |
| 2007-07-22 | 90         | 28.4%  |
| 2007-07-28 | 91         | 22.4%  |
| 2007-07-29 | 92         | 32.1%  |
| 2007-08-04 | 93         | 27.9%  |
| 2007-08-05 | 94         | 32.7%  |
| 2007-08-11 | 95         | 29.4%  |
| 2007-08-12 | 96         | 31.9%  |
| 2007-08-18 | 97         | 28.4%  |
| 2007-08-19 | 98         | 31.4%  |
| 2007-08-25 | 99         | 29.1%  |
| 2007-08-26 | 100        | 32.1%  |
| 2007-09-01 | 101        | 30.1%  |
| 2007-09-02 | 102        | 33.2%  |
| 2007-09-08 | 103        | 28.6%  |
| 2007-09-09 | 104        | 33.3%  |
| 2007-09-15 | 105        | 31.9%  |
| 2007-09-16 | 106        | 35.5%  |
| 2007-09-22 | 107        | 28.1%  |
| 2007-09-23 | 108        | 25.8%  |
| 2007-09-29 | 109        | 29.8%  |
| 2007-09-30 | 110        | 32.6%  |
| 2007-10-06 | 111        | 28.3%  |
| 2007-10-07 | 112        | 33.5%  |
| 2007-10-13 | 113        | 29.5%  |
| 2007-10-14 | 114        | 33.6%  |
| 2007-10-20 | 115        | 28.6%  |
| 2007-10-21 | 116        | 33.0%  |
| 2007-10-27 | 117        | 28.9%  |
| 2007-10-28 | 118        | 32.4%  |
| 2007-11-03 | 119        | 27.9%  |
| 2007-11-04 | 120        | 31.0%  |
| 2007-11-10 | 121        | 29.4%  |
| 2007-11-11 | 122        | 31.9%  |
| 2007-11-17 | 123        | 28.5%  |
| 2007-11-18 | 124        | 31.6%  |
| 2007-11-24 | 125        | 29.2%  |
| 2007-11-25 | 126        | 33.1%  |
| 2007-12-01 | 127        | 30.0%  |
| 2007-12-02 | 128        | 31.0%  |
| 2007-12-08 | 129        | 28.9%  |
| 2007-12-09 | 130        | 33.0%  |
| 2007-12-15 | 131        | 30.9%  |
| 2007-12-16 | 132        | 30.1%  |
| 2007-12-22 | 133        | 25.5%  |
| 2007-12-23 | 134        | 30.8%  |
| 平均視聴率 | 平均視聴率 | 25.29% |
| 最高視聴率 | 最高視聴率 | 35.5%  |

出典: TNS Media Korea

## 韓国外での放送

### 日本
日本では、KBSWORLDで2007年9月21日から2008年7月30日まで放送された。同局において、2008年9月16日から同年12月23日まで再放送が行われた。また、BS日テレで2008年10月1日から2009年4月14日まで放送された。同局において2009年4月6日から同年10月8日までの再放送を経て、2014年1月10日から同年7月22日までBSジャパンにて放送された。
地上波では、サンテレビで2011年7月6日から2012年1月30日まで放送されていた。

## 批判
『重慶晩報』（2007年3月12日）は、ドラマ中に、太宗が矢に打たれて失明するシーンがあるが、これは中国と朝鮮の正史にはなく、高麗時代以降の朝鮮の詩と野史に登場するだけであり信憑性が疑わしく、さらに刀に腹を刺されるシーンなど歴史歪曲が多いと批判した。中国通信社（2008年11月25日）も渤海関連のドラマは矛盾が多く、客観的事実に基づいていないと報道した。
多くの部分で歴史的事実と食い違っていると指摘されており、韓圭哲（朝鮮語: 한규철、慶星大学）は、渤海建国まで主導的役割を果たした人物は大祚栄ではなく、乞乞仲象であり、乞乞仲象と似た序列にあったコルサ・ビウが大祚栄と義兄弟になることはあり得ず、高句麗滅亡後、吐蕃に派遣されたソル・イングィが引き続き遼東地域で活動しているはあり得ない、などと指摘している。

## CD
- 大祚榮OST　全19曲（韓国版）

## DVD-BOX
発売はカルチュア・パブリッシャーズ、販売はジェネオン・ユニバーサル・エンタテインメント。
- 『大祚榮　テジョヨン』DVD-BOX1(1話～12話),2008年10月発売
- 『大祚榮　テジョヨン』DVD-BOX2(13話～24話),2008年11月発売
- 『大祚榮　テジョヨン』DVD-BOX3(25話～36話),2008年12月発売
- 『大祚榮　テジョヨン』DVD-BOX4(37話～48話),2008年1月発売
- 『大祚榮　テジョヨン』DVD-BOX5(49話～62話),2009年2月発売
- 『大祚榮　テジョヨン』DVD-BOX6(63話～76話),2009年3月発売
- 『大祚榮　テジョヨン』DVD-BOX7(77話～90話),2009年4月発売
- 『大祚榮　テジョヨン』DVD-BOX8(91話～104話),2009年5月発売
- 『大祚榮　テジョヨン』DVD-BOX9(105話～118話),2009年6月発売
- 『大祚榮　テジョヨン』DVD-BOX10(119話～134話),2009年7月発売

## 日本語公式ガイドブック
- 丸山幸子他編『韓国ドラマ公式ガイドブック 大祚榮』共同通信社,2009年 ISBN 978-4-7641-3113-2 C9474